# هيلتون آرمسترونغ
هيلتون آرمسترونغ (بالإنجليزية: Hilton Armstrong)‏ مواليد 23 نوفمبر 1984 في بيكسكيل، هو لاعب كرة سلة أمريكي سابق بدأ مسيرته الاحترافية في سنة 2006. يبلغ طوله 6 قدم 11 بوصة (2.1 م).

## فرق لعب لها
- نيو أورلينز بيليكانز
- سكرامنتو كينغز
- هيوستن روكتس
- واشنطن ويزاردز
- أتلانتا هوكس
- أسفيل باسكت

## روابط خارجية
- هيلتون آرمسترونغ على موقع إن بي أي (الإنجليزية)
- هيلتون آرمسترونغ على موقع دوري كرة السلة الياباني للمحترفين (اليابانية)
- هيلتون آرمسترونغ على موقع سبورتس رفرنس (الإنجليزية)
- هيلتون آرمسترونغ على موقع كرة السلة الأوروبية.كوم (الإنجليزية)
- هيلتون آرمسترونغ على موقع DraftExpress.com (الإنجليزية)
- هيلتون آرمسترونغ على موقع كلية كرة السلة في سبورتس رفرنس.كوم (الإنجليزية)
- هيلتون آرمسترونغ على موقع ريلجم (الإنجليزية)
- هيلتون آرمسترونغ على موقع بروبوليرز (الإنجليزية)
- هيلتون آرمسترونغ على موقع سبورتس رفرنس (الإنجليزية)
- هيلتون آرمسترونغ على موقع سبورتس رفرنس (الإنجليزية)